# Reina (Estland)
Reina (vroeger ook wel Salli genoemd, Duits: Saltack) is een plaats in de Estlandse gemeente Saaremaa, provincie Saaremaa. De plaats heeft de status van dorp (Estisch: küla) en telt 53 inwoners (2021).
Tot in oktober 2017 lag de plaats in de gemeente Pöide. In die maand ging Pöide op in de fusiegemeente Saaremaa.

## Geschiedenis
Een landgoed Reina werd voor het eerst genoemd in 1464. Het behoorde oorspronkelijk toe aan de familie von Elme. In de jaren 1537-1723 was de familie von Treyden de eigenaar. De Estische naam Reina is afgeleid van Treyden. De Duitse naam Saltack komt van een inmiddels verdwenen dorp Saletacken. In 1769 kwam het landgoed in handen van de familie von Buhrmeister. Die liet in de vroege 19e eeuw een landhuis bouwen.
Na de onteigening van het landgoed door het onafhankelijk geworden Estland in 1919 mocht de familie von Buhrmeister het landhuis houden. Na de ondertekening van het Molotov-Ribbentroppact door de Sovjet-Unie en nazi-Duitsland in 1939 moesten de Buhrmeisters als Baltische Duitsers vertrekken naar Duitsland. Het landhuis bestaat nog, maar als ruïne. De nederzetting Reina ontstond pas in 1920 op het voormalige landgoed. In 1977 kreeg ze de status van dorp.
Tussen 1977 en 1997 maakte het buurdorp Nenu deel uit van Reina.